# Jacinto de Arboleda
Jacinto de Arboleda y Ortiz (Granada, Andalucía, España 8 de febrero de 1597- Popayán, Cauca, Nuevo Reino de Granada, 1671) fue un capitán, hidalgo, alcalde y gobernador español, natural de Granada, Andalucía, que hizo carrera en el Nuevo Reino de Granada.
Era propietario de varias minas de oro, y de una gran cuadrilla de esclavos haciéndolo el hombre más poderoso de una región del Nuevo Reino de Granada hoy llamada Caldas en el siglo XVII.

## Biografía
Hijo legitimo de Gonzalo de Arboleda y de Lucía Ortiz. Estaba graduado en cánones y leyes en la Universidad de Salamanca.
Fue gobernador de Popayán hacia 1626, luego se sabe de él en el para 1639 por un pleito que tuvo con un cacique sobre un tema relacionado con unas tierras. Fue familiar del Santo Oficio en Cartagena de Indias, corregidor de naturales, alcalde mayor de minas y capitán de guerra. También, alcalde ordinario y miembro de justicia mayor en Anserma, Arma y Toro, teniente de gobernador de Cartago y pacificador de los chocoes en Chocó y Citará; la Real Audiencia de Santafe y el gobernador de Popayán Luis de Valenzuela Fajardo, lo nombran protector y juez privativo de los indios de Chocó y Chocó y Citará o pacificador. Era un hombre muy rico ya que era propietario de varias minas de oro en Quinamayó. Fue el primero que inició las sacas mineras de las fuentes auríferas del Chocó, en la segunda mitad de la década de 1650.[cita requerida] También inició la explotación de oro en Anserma y luego en Caloto en el valle del río Cauca.
Patriarca y primer integrante de la distinguida familia Arboleda, clan colonial con gran influencia política en los cabildos del Nuevo Reino de la Nueva Granada, luego sus descendientes en el Virreinato de la Nueva Granada, influencia que se ha mantenido hasta la hoy Colombia.
Estaba casado con Teodora Olea y Salazar. Al enviudar fue ordenado sacerdote, canónico, tesorero en 1666, chantre en 1669. Fue regidor de Popayán, reconocido por el Consejo de Indias en sus consultas en las que resultó, en 1671, promovido al deanato del cabildo catedral de Cartagena. A su muerte tenía los títulos de arcediano, gobernador, juez oficial, provisor vicario general y comisario apostólico subdelegado de la Santa Cruzada de la diocésis de Popayán.